# Landhaus Friedlandstraße 1 (Radebeul)
Das villenartige Landhaus in der Friedlandstraße 1 liegt im Stadtteil Serkowitz der sächsischen Stadt Radebeul. Das Gebäude errichteten die Gebrüder Ziller 1880 im eigenen Auftrag, 1904/1906 erfolgte ein Umbau durch Paul Ziller.

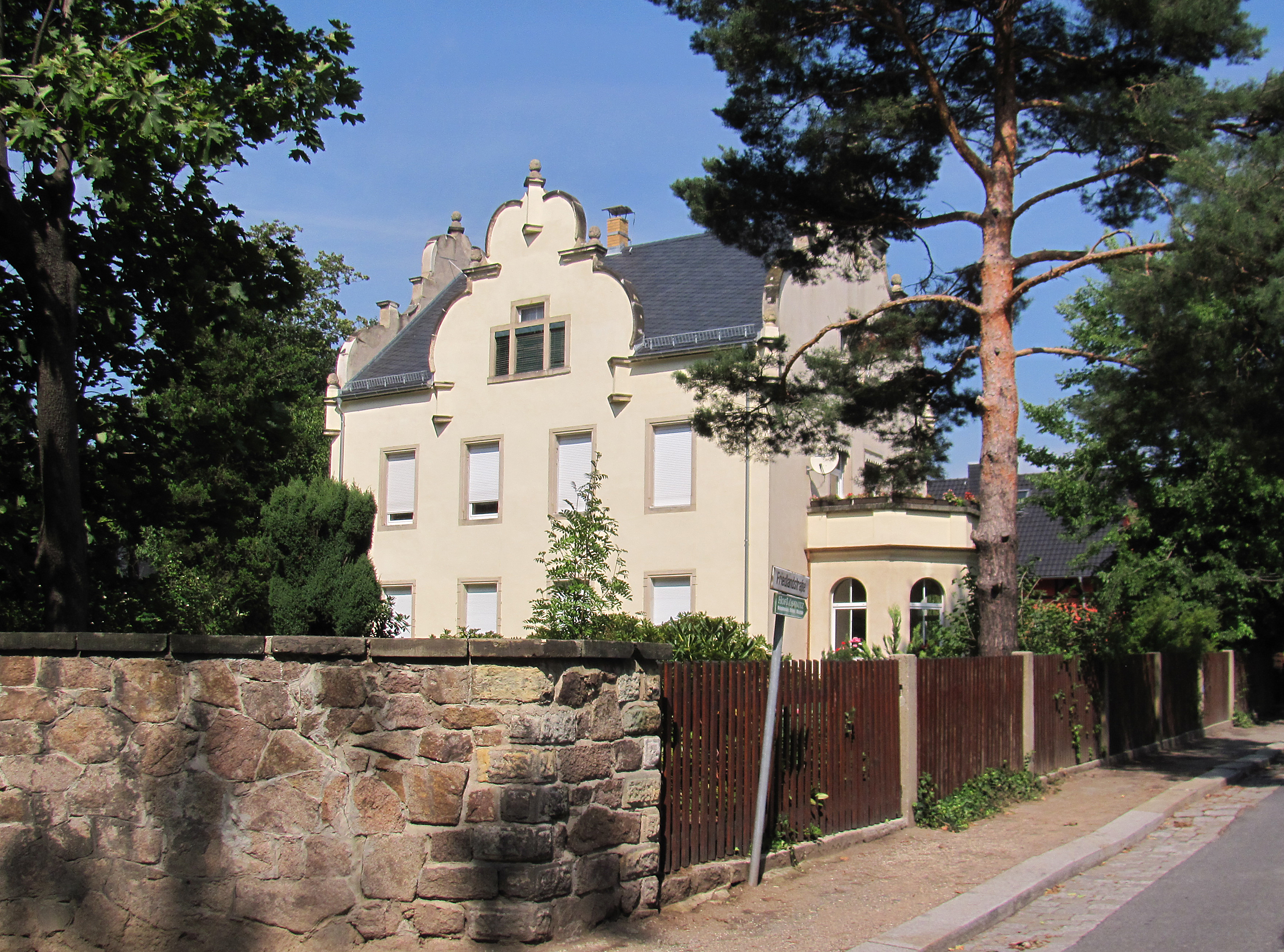
Landhaus Friedlandstraße 1

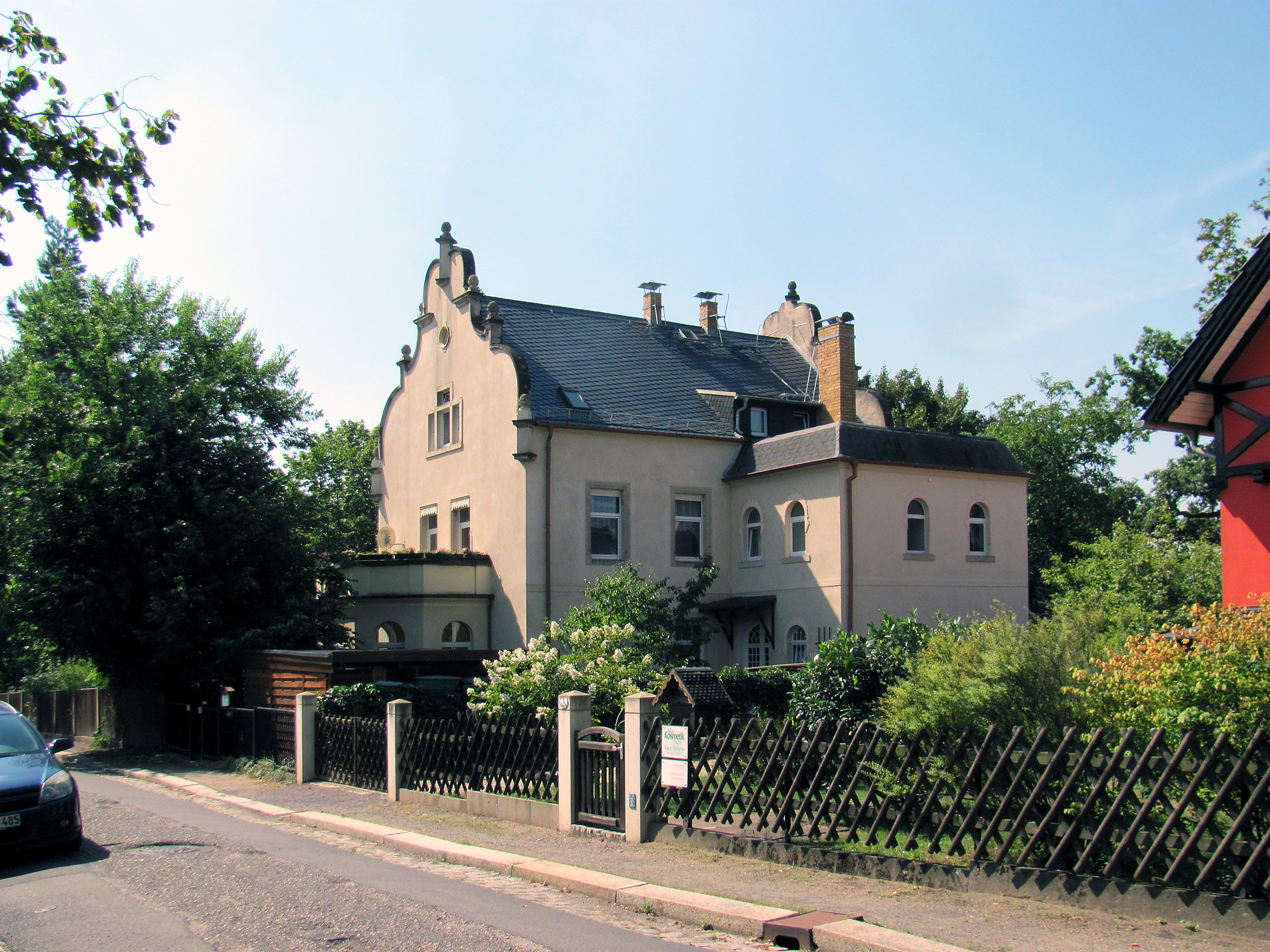
Landhaus Friedlandstraße 1

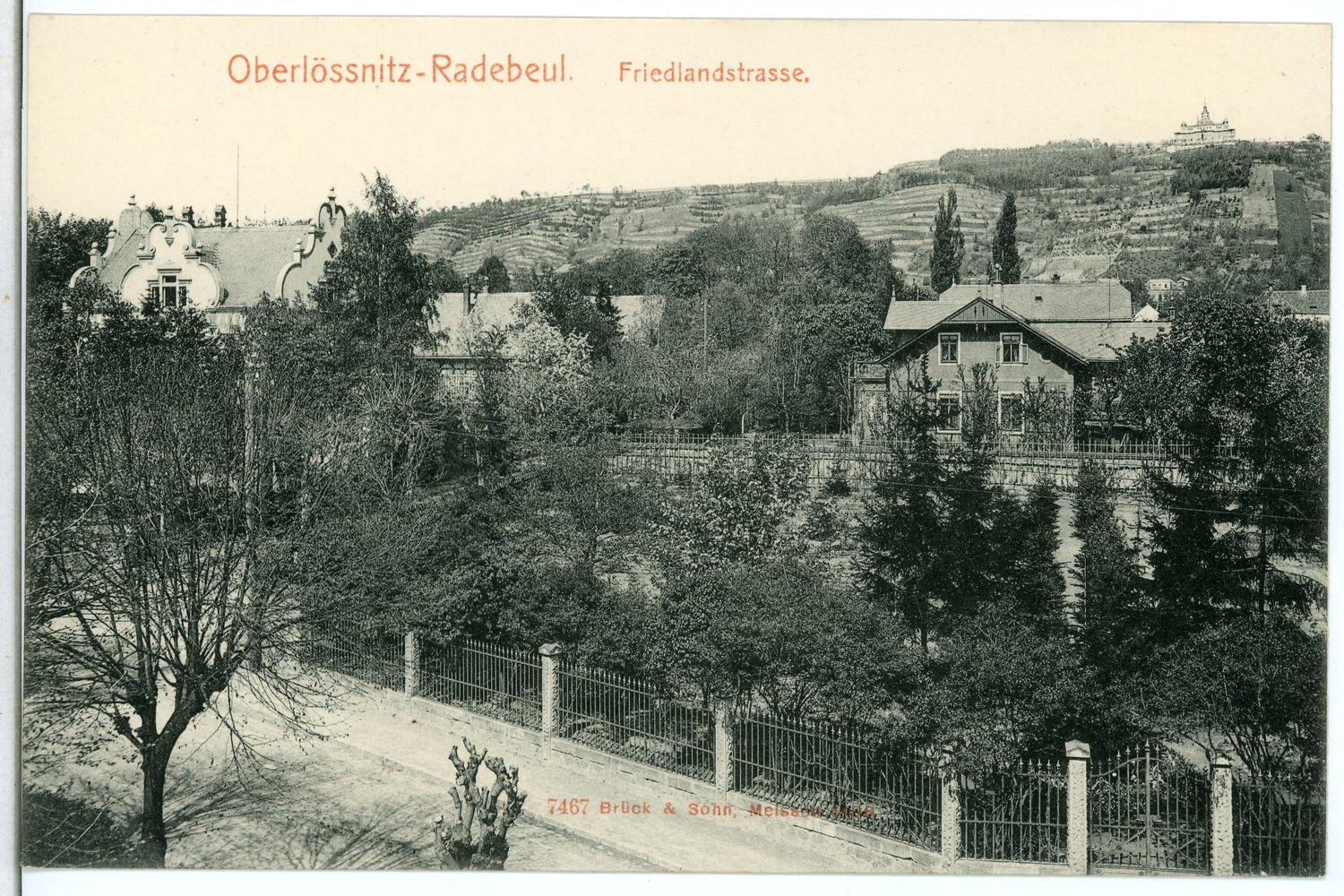
Friedlandstraße 1 (links, 1906)

## Beschreibung
Das zweigeschossige, mitsamt der Einfriedung unter Denkmalschutz stehende Landhaus liegt auf einem Eckgrundstück zur Nizzastraße.
1880 errichteten die Gebrüder Ziller im eigenen Auftrag eine eingeschossige Villa. Der dort 1904 wohnende Major a. D. Kombst aus Krefeld beantragte die Erweiterung seines Hauses durch den ortsansässigen Architekten Paul Ziller.
Dieser erhöhte das Gebäude auf zwei Vollgeschosse und vollzog diverse weitere Umbauten. Dadurch erhielt der Putzbau mit Satteldach geschweifte Giebel mit Kugelbekrönungen, und in der traufseitigen Hauptansicht zur im Süden liegenden Nizzastraße entstand ein ebensolcher Zwerchgiebel. In der Hauptansicht zur Friedlandstraße wurde ein polygonaler, unten geschlossener Söller errichtet. Auf der Nordseite steht ein niedrigerer zweigeschossiger Anbau mit dem Eingang, auf dem Anbau ein geschweiftes Dach. Auch ein eingeschossiges Waschhaus mit Flachdach wurde durch Paul Ziller errichtet.
Die Fenster werden durch Sandsteingewände eingefasst, die Fassadengliederung ist heute stark vereinfacht.